# I Gotta Feeling
I Gotta Feeling är en låt av hiphopgruppen Black Eyed Peas från albumet The E.N.D. som släpptes 2009.
Låten låg etta på Sverigetopplistan vecka 37–39 samt vecka 41 2009.
I Dansbandskampen 2010 tolkades låten av Donnez .